# Tuleugali Abdibekov
Tuleugali Nasirjanovich Abdibekov (en kazajo: Төлеуғали Насырханұлы Әбдібеков; en ruso: Тулеугали Насырханович Абдыбеков; 25 de septiembre de 1916 - 23 de febrero de 1944)  fue un francotirador soviético de origen kazajo que combatió en las filas del Ejército Rojo durante la Segunda Guerra Mundial donde mató a unos 395 soldados enemigos. En 2022 recibió póstumamente el título de Héroe de Kazajistán, el más alto honor estatal que actualmente concede la República de Kazajistán.

## Biografía

### Infancia y juventud
Abdibekov nació en septiembre de 1916 en el distrito de Zharma en la Región de Abai, en el Turquestán ruso —entonces parte del Imperio ruso, actualmente situada en Kazajistán—. Desde su juventud, cazaba con su padre para conseguir pieles y carne para poder venderlas y así poder sobrevivir en los convulsos tiempos provocados por la guerra civil rusa. Sus grandes habilidades de caza le permitieron adquirir valiosas habilidades de puntería que le serían muy útiles durante la guerra.
Debido a la gran hambruna que azotó el este de Kazajistán a principios de la década de 1930, se mudó al sur para vivir con su familia y trabajó en la granja estatal de Pakhtaaral. De 1938 a 1940 sirvió en el Ejército Rojo donde estuvo estacionado en el Krai de Jabárovsk. Después de ser desmovilizado en 1940, regresó a Kazajistán y trabajó en una granja de algodón hasta que fue reclutado nuevamente para servir en el frente el 12 de diciembre de 1941.

### Segunda Guerra Mundial
Abdibekov llegó en mayo de 1942 al Frente de Kalinin como un simple soldado raso y fue enviado a servir en el 30.º Regimiento de Fusileros de la Guardia de la 8.ª División de Fusileros de la Guardia. Rápidamente se destacó como uno de los mejores francotiradores, pero no fue hasta septiembre que se convirtió formalmente en francotirador. Poco después se hizo famoso por su habilidad como tirador de élite no solo entre su regimiento sino en todo el ejército. Se publicaron artículos sobre él en periódicos centrales, incluidos el Komsomolskaya Pravda y Pravda. Por matar a 227 soldados enemigos fue nominado para la Orden de Lenin el 4 de diciembre de 1942, pero solo recibió la Orden de la Estrella Roja, un premio mucho menor.
El 14 de marzo de 1943 fue nuevamente nominado para recibir Orden de Lenin, después de haber matado a 255 soldados enemigos en ese momento, pero solo recibió la Orden de la Bandera Roja. Sin embargo, continuó acumulando muertes de soldados enemigos y entrenó a otros francotiradores. Finalmente, el 22 de febrero de 1944 fue herido de muerte en un duelo con otro francotirador y murió a causa de las heridas al día siguiente. En total, durante la guerra, mató al menos a 395 (otras fuentes elevan la cifra a 397) soldados y oficiales enemigos. Fue nominado para recibir el título de Héroe de la Unión Soviética el 21 de marzo de 1944, pero solo recibió la Orden de la Guerra Patria de 1.er grado, a pesar de que fue uno de los veinte mejores francotiradores del Ejército Rojo durante la guerra. El 6 de mayo de 2022 recibió póstumamente el título de Héroe de Kazajistán y la Orden de Otan.

## Condecoraciones
|  | Héroe de Kazajistán (6 de mayo de 2022, póstumamente)         |
|  | Orden de Otan (6 de mayo de 2022, a título póstumo);          |
|  | Orden de la Bandera Roja (22 de mayo de 1943)                 |
|  | Orden de la Estrella Roja (20 de diciembre de 1942);          |
|  | Orden de la Guerra Patria de 1.er grado (18 de junio de 1944) |